# Kate Macintosh

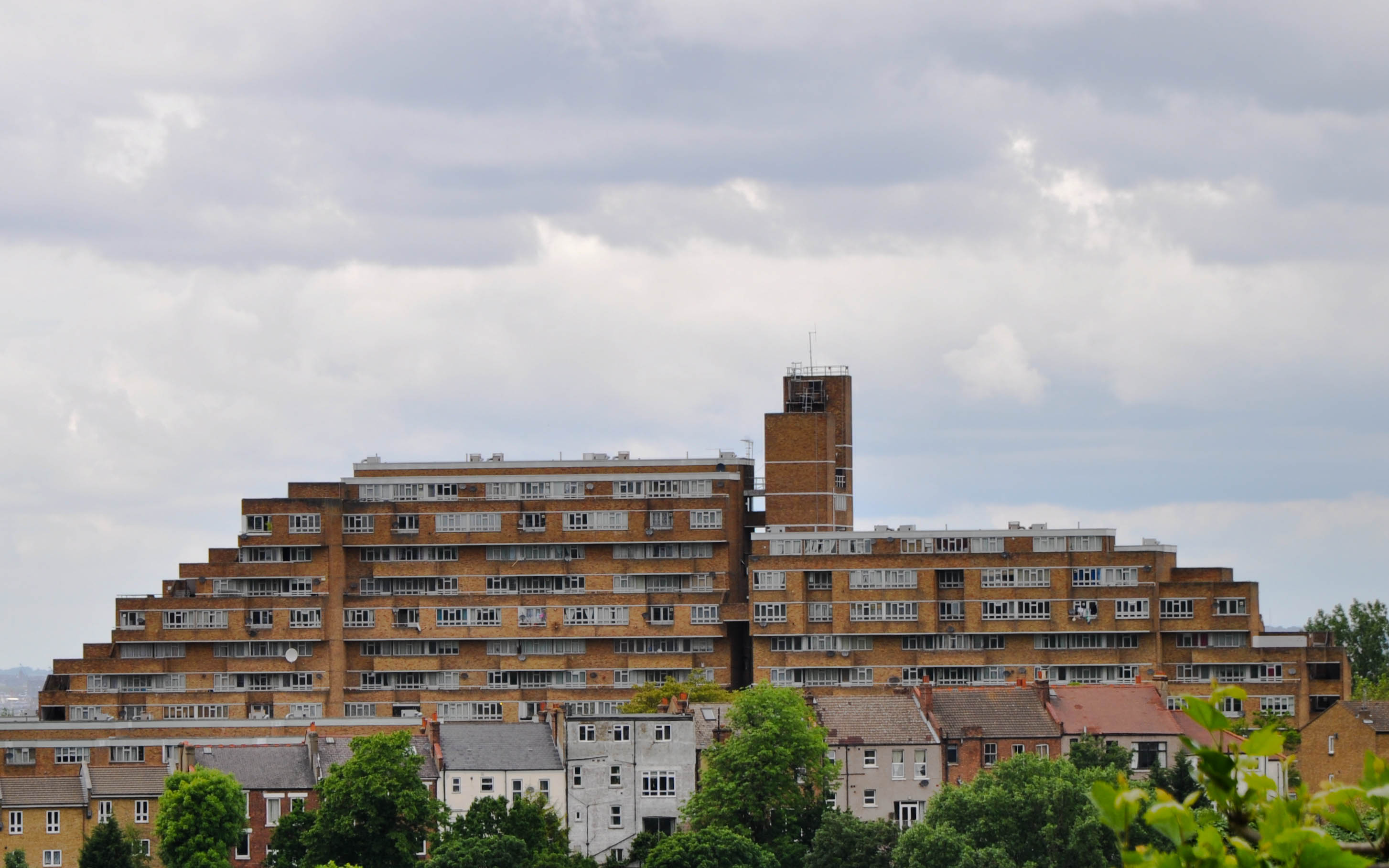
Dawson’s Heights, ein architektonisches Projekt in London.

Catherine Ailsa „Kate“ Macintosh (* 1937) ist eine schottische Architektin. Sie entwarf Dawson’s Heights in Southwark sowie 269 Leigham Court Road, eine denkmalgeschützte Wohnsiedlung in Lambeth.

## Leben
Macintosh wuchs in Edinburgh auf. Ihr Vater, Ronald Hugh Macintosh, war Bauingenieur und leitete die Scottish Special Housing Association Direct Labour Organisation. Ihr Großvater, Hugh Macintosh, war Architekt. Sie studierte an der Edinburgh School of Art, heute Teil der Heriot-Watt University. Nach ihrem Abschluss 1961 studierte sie ein Jahr in Warschau mit einem Stipendium des British Council und arbeitete dann in Stockholm, Kopenhagen und Helsinki. 1964 kehrte sie zurück als Teil von Denys Lasduns Team beim Bau des National Theatre.

## Privat
Macintosh war die Lebensgefährtin des Architekten George Finch bis zu dessen Tod; das Paar bekam einen Sohn, Sean.